# Saint-Ambroise
Saint-Ambroise är en kommun och tätort (centre de population) i provinsen Québec i Kanada. Den ligger i regionen Saguenay–Lac-Saint-Jean, i den östra delen av landet, 500 km nordost om huvudstaden Ottawa.